# Иван Думиника
Иван Думиника (на молдовски: Ivan Duminika) е молдовски историк от български произход. Той е доктор на историческите науки, водещ научен сътрудник в Института за културно наследство към Молдовската академия на науките, преподавател в Комратския държавен университет, председател на Научното дружество на българистите в Република Молдова. Владее пет езика – български, руски, румънски, украински и английски. Научните му интереси са насочени към различни проблеми от новата история на българската етническа общност в Бесарабия от втората половина на ХVІІІ до първата половина на ХХ век.

## Биография
Иван Думиника е роден на 1 август 1988 г. в село Твърдица, Тараклийски район, Молдавска ССР. Първоначално учи в град Чадър Лунга (1995 – 1998), после в гимназията (1998 – 2004) и в лицея (2004 – 2007) в Твърдица. В периода от 2007 до 2010 г. Думиника е студент във Факултета по история и философия на Държавния университет на Молдова. Завършва магистратура и защитава докторат в Историческия факултет на Великотърновския университет „Св. св. Кирил и Методий“ (2010 – 2014).
От 2013 г. е научен сътрудник в групата по „Етнология на българите“ в Центъра по етнология към Института за културно наследство на Молдовската академия на науките. На 26 февруари 2021 г. му е присъдена научната степен „доктор на историческите науки“, което съответства в Република Молдова на „доктор-хабилитат на историческите науки“.
През ноември 2023 г. назначен е за ръководител на Службата „Политики в областта на междуетническите отношения” в Министерството на образованието и изследвания на Република Молдова.